# Риалда Кадрић
Риалда Кадрић Шебек (Београд, 14. јун 1963 — Атина, 25. јануар 2021) била је српска глумица, новинарка, психотерапеуткиња. Њена најпознатија улога је Марија из серијала Луде године.

## Биографија
Похађала је београдску основну школу „Исидора Секулић“, те била члан Драмске секције Радио Београда. По завршетку гимназије уписала је студије Светске књижевности на Филолошком факултету у Београду. Како би усавршила знање енглеског језика 1984. године је први пут боравила у Лондону. Имала је филмски деби са тринаест година, 1976. у филму "Двобој за јужну пругу" редитеља Здравка Велимировића где је играла младу партизанку. Почетком рата у бившој Југославији се преселила у Велику Британију где је једно време хонорарно радила на телевизијској мрежи Би-Би-Си (ББЦ), а потом и као репортер „Гласа Америке“ у Вашингтону. 1999. године се вратила у Лондон. Новинарством се бавила до 2000. године. С обзиром да се с временом заинтересовала за психоанализу похађала је различите тренинге на образовним установама: Универзитет Шефилд, Тависток Институт. Како би могла да пронађе запослење завршила је егзистенцијално-феноменолошку терапију. У октобру 2006. године стекла је звање психотерапеута.
О свом пореклу је изјавила да јој је деда био Рус, мајка Српкиња, а отац муслиман. Удато презиме било је Шебек. Било је планирано да учествује у наставку серијала Луде године, али је њена изненадна смрт то омела.
Преминула је у Атини у 57. години живота од срчаног удара.

## Филмографија
| Год.   | Назив                          | Улога                     |
| ------ | ------------------------------ | ------------------------- |
| 1970-е |                                |                           |
| 1977.  | У бањи једног лета             | Цана Јанковић             |
| 1977.  | Луде године                    | Марија Тодоровић          |
| 1977.  | Кућна терапија                 | Витина ћерка              |
| 1978.  | Двобој за јужну пругу          | млада партизанка          |
| 1980-е |                                |                           |
| 1980.  | Дошло доба да се љубав проба   | Марија Тодоровић          |
| 1981.  | Љуби, љуби, ал' главу не губи  | Марија Тодоровић          |
| 1983.  | Какав деда, такав унук         | Марија Тодоровић Павловић |
| 1983.  | Иди ми, дођи ми                | Марија Тодоровић Павловић |
| 1984.  | Мољац                          | медицинска сестра         |
| 1984.  | Шта се згоди кад се љубав роди | Марија Тодоровић Павловић |
| 1985.  | Ћао, инспекторе                | продавачица Цеца          |
| 1985.  | Жикина династија               | Марија Тодоровић Павловић |
| 1985.  | Лепотица из Амхерста           |                           |
| 1985.  | Шест дана јуна                 |                           |
| 1986.  | Друга Жикина династија         | Марија Тодоровић Павловић |
| 1988.  | Сунцокрети                     | Продавачица               |
| 1990-е |                                |                           |
| 1990.  | Чудна ноћ                      | Миља                      |